# 建投能源
河北建投能源投资股份有限公司 （深交所：000600，简称：建投能源）是中国深圳证券交易所的一家上市公司，主营业务范围为电力、蒸汽、热水的生产和供应业。
2011年，该公司主营业务收入为6032156325.15元，公司净利润为14396561.47元，公司总资产为15600419601.32元。